# Якупов, Гильман Гирфанович
Гильман Гирфанович Якупов (20 марта 1925, Старый Сибай, Башкирская АССР — 11 февраля 2012, Уфа) — партийный деятель, Герой Социалистического Труда (1971).

## Биография
Родился в деревне Старый Сибай (ныне в Баймакском районе, Республика Башкортостан).
- 1940—1943 гг. — обучение в педагогическом училище.
- 1944—1945 гг. — участник Великой Отечественной войны. Участвовал в освобождении Венгрии, Австрии и Чехословакии[1],
- 1949—1953 гг. — секретарь Баймакского райкома ВЛКСМ, а затем — райкома КПСС,
- 1955 г. — окончил Высшую партийную школу при ЦК КПСС,
- 1955—1956 гг. — второй секретарь Сибайского горкома КПСС,
- 1956—1962 гг. — первый секретарь Мечетлинского райкома КПСС,
- 1962—1980 гг. — первый секретарь Хайбуллинского райкома КПСС,
- с 1980 г. до ухода на пенсию — начальник отдела Совета Министров Башкирской АССР.

Делегат XXII и XXIII съездов КПСС, избирался депутатом Верховного Совета РСФСР, депутатом Верховного Совета БАССР (6, 8, 9, 10 созывы).

## Награды и звания
- орден Красной Звезды (11.4.1945)[1]
- два ордена Трудового Красного Знамени
- Герой Социалистического Труда (орден Ленина и медаль «Серп и Молот», 1971)
- Орден Отечественной войны II степени (6.4.1985)[2]
- медали, в том числе:
  - «За боевые заслуги» (5.8.1944)[3][4]